# 聶斯脫里主義

聶斯脫里的觀點認為基督位格的人性與神性是分開的。

聶斯脫里主義（英語：Nestorianism）是一種基督教神學的基督論，強調區分耶穌神聖位格的人性與神性。 由公元428－431年擔任君士坦丁堡牧首的聶斯脫里（公元386－450年）提出，受到他過去在安提阿學派時師從摩普綏提亞的狄奧多若的影響。
聶斯脫里的教導使與當時其他著名教會領袖，特別是區利羅衝突。區利羅強烈地批評聶斯脫里拒絕稱呼馬利亞為“上帝之母”。聶斯脫里和他的主張在公元431年以弗所公會議和公元451年的迦克墩公會議被認定為異端，最終導致了聶斯脫里分裂，支持聶斯脫里的教會與其他教會分離。
此後，許多聶斯脫里的支持者遷移到波斯的「東方教會」。接下來的幾十年裡，東方教會越來越多接受聶斯脫里主義，使得他們也被稱作是聶斯脫里派教會。

## 二性說
聶斯脫里主義是基督二性论的一種形式，虽然聂斯脱里主义被以弗所公会议判定为异端，而基督二性论被迦克墩公会议认定为正统。
聶斯脫里主義認為基督擁有神性與人性兩种鬆散地聯合的「本质」，一性論則認為基督只有一種本性，他的人性被吸收到他的神性之中。在迦克墩公會議中，聶斯脫里主義和一性論都被譴責為異端。一性論倖存下來，發展成為東方正統教會的形而上學。
聶斯多里主義的基督論可以簡要定義如下：“耶穌基督與聖子不同，但位格與住在其內的聖子聯合，是有一個神格與一個人格的人。”與聶斯脫里自己的教導對照，是永恆，而不是肉體，結合成一個「位格的合一」（英語：Hypostatic Union）——"耶穌基督"。耶穌因此是完全的人與完全的神，有兩個實體（οὐσία），但只有一個位格（πρόσωπον）。
一些坚持聂斯脱里主义的基督徒，例如东方亚述教会，认为，矛盾不在于实质上的概念的问题，而在于翻译和定义的问题。例如，在敘利亞語中，本質被翻譯為，kyānâ，位格被翻譯為，qnômâ，但是在東方教會仍使用qnômâ“本質”的定义。他们认为，其他教会之所以根据以弗所公会议判定他们为异端，是将两个qnômâ、神人两种本质的论点误解为两个位格、两个人了。
宗教改革推動者馬丁·路德，在他撰寫的《宗教會議及教會論》（Von den Konzilli und Kirchen）中，十分明確地主張聶斯脫里不是異端。

## 聶斯脫里主義與東方亞述教會

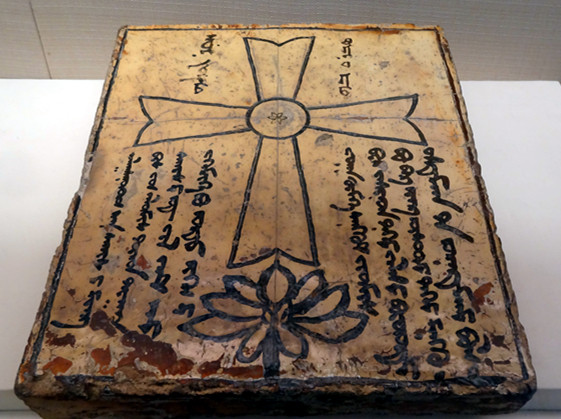
內蒙古赤峰市出土的聶斯脫里派教會文物

伊朗長期以來就一直是基督教社群的所在地，但受到主流的瑣羅亞斯德教徒壓迫，認為他們傾向羅馬。公元424年，波斯教會宣布獨立於拜占庭教會和所有其他教會，以避免有關效忠外國勢力的指控。 隨著聶斯脫里分裂，瑣羅亞斯德教統治階級鼓勵波斯教會更多地與聶斯多里主義保持一致。但波斯教會在幾十年內聶斯脫里主義，也加深了波斯教會與迦克墩教會的隔閡。
公元486年，尼西比斯總主教巴掃馬公開接受了聶斯脫里主義的宗師摩普綏提亞的狄奧多若作為精神權威。公元489年，美索不達米亞的埃德薩學院因為教導聶斯脫里主義被東羅馬帝國皇帝芝諾封閉，搬回尼西比斯回復原來的尼西比斯學院，導致了一波聶斯脫里教會向波斯的移民。公元497至502年的波斯牧首巴拜重申並擴大了教會對狄奧多若的尊敬，鞏固了聶斯脫里主義。